# Ouro-Yarcé
Pour les articles homonymes, voir Ouro.
Ne doit pas être confondu avec Ouro-Mossi.
Ouro-Yarcé est une localité située dans le département de Oula de la province du Yatenga dans la région Nord au Burkina Faso.

## Santé et éducation
Le centre de soins le plus proche de Ouro-Yarcé est le centre de santé et de promotion sociale (CSPS) de Oula tandis que le centre hospitalier régional (CHR) se trouve à Ouahigouya.